# 王惠美
王惠美（1968年11月22日—） ，中華民國政治人物，中國國民黨籍，彰化縣人，現任彰化縣縣長，曾任立法委員、彰化縣議會議員、鹿港鎮鎮長。
1994年首次參選，當選彰化縣議員，並連任兩次；2006年轉戰鹿港鎮鎮長，連任一次；2012年因泛藍分裂而以420票之差進入立法院，後於2016年連任立法委員，成為國民黨在彰化的唯一區域立委席次；2018年，擊敗尋求連任的魏明谷，當選彰化縣縣長；2022年，成為首位連任成功的女性縣長。

## 個人背景
王惠美出生於鹿港鎮，老家位在洋厝社區。父親為前鹿港鎮長王福入。胞兄王順昌亦為鹿港政治人物，曾任多屆鹿港鎮鎮民代表。
王惠美的先生周明亞世居和美。公公周承融生前曾擔任中國國民黨台中縣黨部主委。

## 早期政治生涯
1994年王惠美首次參選，當選第13屆彰化縣議會議員。1998年參選第14屆彰化縣議員，連任成功。2002年第15屆彰化縣議員選舉，連任成功。
2006年，轉戰鹿港鎮鎮長選舉，擊敗尋求連任的黃正隆，當選第15屆鎮長。
2010年，連任第16屆鹿港鎮鎮長。

## 立法委員
2011年，中國國民黨辦理彰化縣第一選舉區立法委員初選，以平均民調45.069%的支持率獲得國民黨第8屆立法委員彰化縣第一選舉區立委參選提名。2012年1月14日，鹿港鎮長任內當選第八屆立法委員，任期因未過半須補選。2016年1月16日，連任第九屆立法委員，為中國國民黨在彰化的唯一區域席次。
2012年9月，王惠美在立法院建議法務部長曾勇夫乾脆把前總統陳水扁送到挪威監獄，她說「挪威這一座監獄我看不錯耶，他們典獄長說從來沒有人要逃獄的耶，你燙手山芋又可以解決，人權又可以保護住，你看這樣好不好？」。

### 《勞基法》全面責任制
與蔣萬安等立委一同連署《勞基法》第84條之1修正草案：只要勞僱雙方約定，就可不受工時及休假限制。恐讓所有勞工的工作都變責任制，引發爭議，遭批為「全面責任制」。
2016年6月27日，王惠美解釋，因不少基層勞工反應加班時數不足以應付基本生活開銷，她的修法重點是要求勞僱雙方正式協商，並在主管機關正式核備後才能實行，希望透過這樣的方式解決勞資問題。 
2016年6月28日，國民黨團急踩煞車，在院會提出復議，暫緩將該案付委。

### 反對前瞻計畫
2017年5月3日，立法院經濟等六個聯席委員會重審《前瞻基礎建設條例》，國民黨立委分成幾批，男性立委敲鑼打鼓，女性立委則組成哨子軍團。王惠美等國民黨立委只要看到主席高志鵬有動作，就高喊「有異議！要發言！」並一邊敲鑼打鼓、一邊喊出「錢坑法案，退回重擬！」
2017年5月12日，民進黨中彰投立委一字排開力挺前瞻計畫，痛批國民黨立委阻擋地方建設。王惠美受訪表示，她從來沒有說過反對建設，但行政院提出的計劃，沒有任何評估，自認是在嚴格把關預算，並無錯誤。她認為應把錢花在刀口上，現在國家的問題是食安、少子化，並不是輕軌，行政院並沒有解決問題。

## 彰化縣縣長
2018年11月24日，當選彰化縣縣長，並於2018年12月25日就職上任。立委任期因剩餘超過一年而須補選，由國民黨籍前副縣長的柯呈枋當選。
2022年11月26日，連任彰化縣縣長，且在芬園鄉以外的鄉鎮市均取得領先，成為首位當選連任的女性縣長。

### 彰化蓋捷運
競選彰化縣長時，王惠美提出彰北、彰南都需要捷運系統，彰北銜接台中捷運及高鐵台中站形成軸線，彰南則與現有台鐵、高鐵彰化站形成環線。王惠美一改先前反對前瞻預算使用於輕軌的看法，強調這張競選支票絕對要做，且希望能列入前瞻，避免彰化失去競爭力，跟不上現代化城市的腳步。

### 推翻中小學校長遴選結果
2018年12月4日，彰化縣政府遴選國中、小校長，並預計於2019年2月1日新學期就任。
2019年1月11日，王惠美上任後不認前朝遴選的國中小校長結果，以魏當時的遴選作業有瑕疵為由，凍結這批校長異動，宣布將於暑假重辦遴選，引發教育界譁然。彰化縣教育處長陳逸玲表示，依據《彰化縣政府國民中小學校長遴選作業要點》，受理申請時間應於每年12月或1月，但這次第一階段受理時間在11月底，且遴選時間點涉及縣府「人事凍結」規定等瑕疵為由，不認遴選結果。
2019年1月12日，前縣長魏明谷表示，2014年卓伯源在卸任縣長前14天公告校長遴選結果，他予以尊重，「他循前例在卸任前21天辦理校長遴選，王惠美卻說不算數，這是不適當的」。王惠美表示，一切依法行政。
2019年1月15日，教育部發文彰化縣政府，指依《公務人員任用法》，人事凍結範圍「不包括經遴選且無職稱及官等、職等」的國民中小學校長。
2019年1月16日，彰化縣政府遴選委員會緊急開會，將尊重教育部解釋，讓12月4日遴選之校長可如期就任。

### 拒發離岸風電許可
2018年9月，彰化縣政府初步同意風場開發案，現勘後，地方政府及委員等需針對開發商的修正及補充資料再回覆意見。
2018年12月21日，內政部全數通過彰化地區7件離岸風電申請案。
沃旭、哥本哈根基礎建設基金（CIP）、海龍及中鋼等4家離岸風電業者6個風場雖已通過營建署海管法許可，但仍要取得經濟部能源局電業籌設許可，才能和台電簽購售電合約，享受每度5.8元費率。能源局發電業籌設許可，同時需檢附彰化縣府同意函。若沒在2019年1月2日完成簽約，依先前費率預告，將降到每度5.1元，6風場20年售購電費將少賺1058億。
2018年12月28日，彰化縣府回函表示，先前要求業者回覆的7項問題（包括漁民、漁會溝通同意資料，漁業轉型方案，供應鏈在地化方案等等），仍過於簡略，要求再次補正。
2018年12月30日，彰化縣政府建設處長劉玉平強調，「不同意以發展綠能為由，趕在元旦前支持一個讓全民多支付上千億金額方案，元旦以後也不可能去勾選同意」。
2019年1月2日，申請截止，彰化縣政府拒絕簽核電業籌備許可的複審同意函。
2019年1月14日，彰化縣政府就4家離岸風電開發商複審同意書回覆正式公文表示，因無涉彰化縣政府職權，未表示同意或不同意。
2019年1月19日，受到拒絕簽核、躉購費率擬調降等因素影響，沃旭能源證實已發函供應鏈「停止執行合約」，未來將依政治風險、躉購費率重新評估投資計畫。
2019年1月21日，受媒體專訪，王惠美表示，離岸風電籌設開發許可是經濟部和四大廠商的費率問題，「是經濟部自己的制度應去處理」，並說：「中央有需要在意我小小一個彰化縣府的意見嗎？」認為現階段風電卡關是中央而非地方縣府因素。

### 廢除「國中小學設置保全」
2019年1月27日，王惠美上任後不斷強調，縣府財政困難，前任縣長所推動的國中小學設置保全等政策要進行通盤檢討。但表示已找到保全公司願意認養2間學校。彰化縣教育局也回應，在盤點學校現有人力之後，將由工友、技工、臨時校安人力或替代役男擔任校園門禁管制工作。其中包含南興國小等54校，無上述人力，縣府也將全力籌措經費，補助學校保全人力。

### 放棄2020臺灣燈會主辦權
2019年2月，前任彰化縣長魏明谷為提升彰化觀光之能見度，在任內極力爭取臺灣燈會之主辦權，2020年臺灣燈會由彰化縣政府勝選，但在九合一大選後，新上任之王惠美以財政困難直接拒絕，並表示「若中央願意全額補助，彰化縣會很樂意承辦」，因而將燈會主辦權拱手讓給台中市。反觀王惠美在競選縣長期間，以其鹿港鎮長任內所辦之「2012臺灣燈會在鹿港」為亮眼政績作為宣傳，實為一大對比。
鑑於2019臺灣燈會在屏東，創下1339萬人次，活動期間曾因交通疏運大亂遭批，網友因而嘲諷王惠美的決策英明，「不做就不會錯，也不會引來罵聲」。
2019年3月4日，彰化縣議會臨時會，針對縣議員質疑推掉臺灣燈會主辦權而錯失創造觀光經濟，王惠美做出回應，改口表示推掉主辦的原因是籌辦時間過於倉促，她表示由於觀光局於2018年11月才告知縣府獲選，相較先前鹿港燈會有2年籌辦時間，「短短1年時間怕有所閃失，這次先推掉，後續會再爭取。」她並強調，「要辦就要辦最好，時間倉促沒辦好又要被罵」。進一步印證網友王惠美怕事、擔心罵聲的說法。此外，王惠美也駁斥「有關省下燈會的6億預算是為了彰南捷運」一說。

### 凱米颱風停班停課
2024年7月25日晚間，彰化縣因凱米颱風環流影響，累積雨量達停班停課標準，彰化縣政府原定20點宣布是否停班停課，節至於晚間8點14分於個人臉書公布26日正常上班上課，遭彰化縣民譏諷看臺中市政府臉色行事，且25日晚間及26日凌晨皆大雨強風不斷，縣民經王惠美縣長個人社群網站反應皆無回應，亦被嘲諷明日要搭渡輪等水上設施上班上課、縣長已就寢等事，縣民反應彰化縣多處積水未能公布停班停課，造成民怨。2024年7月26日早上7點，於個人臉書發布提醒民眾上班注意安全。

## 選舉紀錄
| 年度 | 選舉屆數               | 選舉區           | 所屬政黨   | 得票數  | 得票率 | 當選標記 | 備註         |
| ---- | ---------------------- | ---------------- | ---------- | ------- | ------ | -------- | ------------ |
| 1994 | 第十三屆彰化縣議員選舉 | 彰化縣第二選舉區 | 中國國民黨 | 4,688   |        |          | 婦女保障名額 |
| 1998 | 第十四屆彰化縣議員選舉 | 彰化縣第二選舉區 | 中國國民黨 | 10,848  | 13.21% |          |              |
| 2002 | 第十五屆彰化縣議員選舉 | 彰化縣第二選舉區 | 中國國民黨 | 12,164  | 16.26% |          |              |
| 2005 | 第十五屆鹿港鎮鎮長選舉 | 彰化縣鹿港鎮     | 中國國民黨 | 25,856  | 60.86% |          |              |
| 2009 | 第十六屆鹿港鎮鎮長選舉 | 彰化縣鹿港鎮     | 中國國民黨 | 31,249  | 80.75% |          |              |
| 2012 | 第八屆立法委員選舉     | 彰化縣第一選舉區 | 中國國民黨 | 63,026  | 35.21% |          |              |
| 2016 | 第九屆立法委員選舉     | 彰化縣第一選舉區 | 中國國民黨 | 92,373  | 56.20% |          |              |
| 2018 | 第十八屆彰化縣縣長選舉 | 彰化縣           | 中國國民黨 | 377,795 | 53.18% |          |              |
| 2022 | 第十九屆彰化縣縣長選舉 | 彰化縣           | 中國國民黨 | 369,133 | 56.75% |          |              |

## 外部連結
- 立法院全球資訊網－立法委員－王惠美委員簡介 （页面存档备份，存于）
- 立法委員王惠美官方網站
- 王惠美的Facebook專頁
- 王惠美的Instagram帳戶
- YouTube上的王惠美頻道

| 中華民國政府職務 | 中華民國政府職務                                     | 中華民國政府職務                   |
| ---------------- | ---------------------------------------------------- | ---------------------------------- |
| 彰化縣鹿港鎮公所 |                                                      |                                    |
| 前任： 黃正隆    | 鹿港鎮鎮長 第十五、十六屆 2006年3月1日－2012年2月1日 | 繼任： 陳淑雀（代理） 正任：黃振彥 |
| 彰化縣政府       |                                                      |                                    |
| 前任： 魏明谷    | 彰化縣縣長 第十八、十九屆 2018年12月25日－           | 現任                               |